# Siewiller
Siewiller település Franciaországban, Bas-Rhin megyében. Lakosainak száma 381 fő (2022. január 1.). Siewiller Hangviller, Metting, Veckersviller, Bust, Drulingen, Lohr, Ottwiller és Weyer községekkel határos.

## Népesség
A település népessége az elmúlt években az alábbi módon változott:
| Lakosok száma | 408  | 390  | 393  | 386  | 384  | 383  | 381  | 379  | 381  |
|               | 2013 | 2015 | 2016 | 2017 | 2018 | 2019 | 2020 | 2021 | 2022 |